# Королевские регалии Сербии

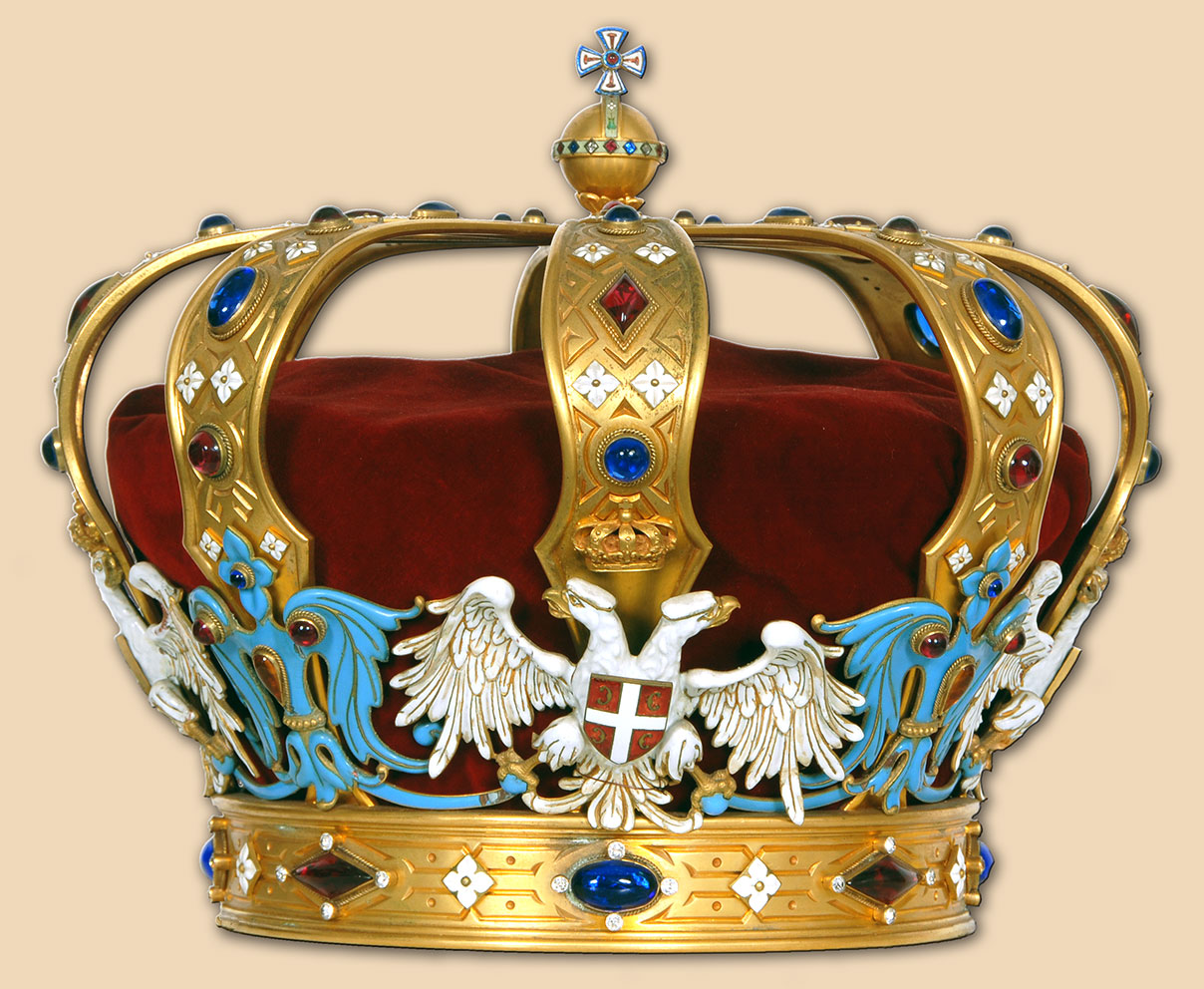
Корона Карагеоргиевичей

Королевские регалии Сербии — совокупность инсигний, принадлежавших суверенным монархам Сербии в различные периоды её существования как независимого государства.
Известно несколько сербских королевских или княжеских корон, сохранившихся до наших дней, лишь одна из которых, т. н. «Корона Карагеоргиевичей», ныне хранится на территории современной Сербии.

## История сербских регалий

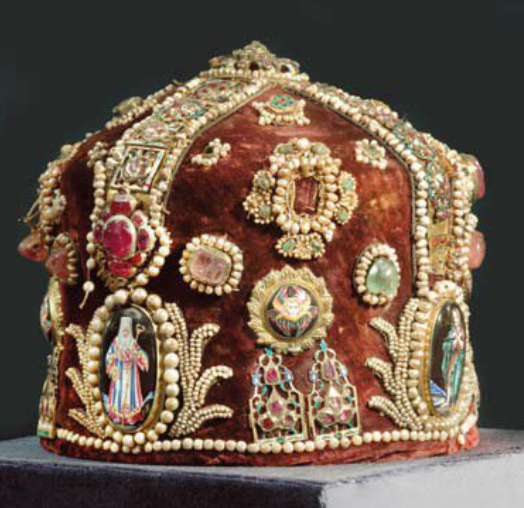
Корона, приписываемая королю Стефану Урошу III Дечанскому (XIV век)

Короли из династии Неманичей, правившей средневековым сербским государством, использовали собственные регалии, но они в большинстве своём были утеряны после османского завоевания Сербии (включая самую древнюю, корону Стефана Первовенчанного).
Корона XIV века, приписываемая Стефану Урошу III, ныне находится в Цетинском монастыре (Цетине, Черногория).
Есть также упоминания о средневековых сербских венцах, хранящихся в Императорской сокровищнице в Вене (Австрия) и в музее Будапешта (Венгрия).
Династия Обреновичей, правившая сербским княжеством с момента повторного обретения независимости от Османской империи после победы Второго сербского восстания в 1817 году (с 1882 года — возрождённым сербским королевством), не проводила коронации и не использовала королевские регалии.
В ходе переворота 1903 года последний король из Обреновичей был убит и к власти пришла враждовавшая с ними династия Карагеоргиевичей. Коронация нового короля Петра I была назначена на 1904 год, когда исполнялось сто лет с начала Первого сербского восстания, возглавлявшегося основателем династии Карагеоргием, дедом Петра. К этой церемонии должны были быть изготовлены новые королевские регалии — корона, скипетр, держава, мантия и фибула.

## Создание регалий Карагеоргиевичей
Комиссию по созданию новых регалий возглавил Михайло Валтрович — архитектор, учёный-археолог, директор Национального музея Сербии, профессор Белградской высшей школы, академик Сербской королевской академии наук и один из самых известных сербских художников того времени. Он предложил пять проектов короны, из которых король выбрал вариант с «сербскими орлами».
При этом Пётр предложил отлить регалии с использованием металла т. н. «пушки Карагеоргия», связывая символы государственности и оружие, с помощью которых эта государственность была добыта. Бронза, простой и недрагоценный материал, также должна была подчёркивать народные корни династии и её происхождение от крестьян-повстанцев. Предположительно, короля на этот жест вдохновила «Плевенская корона» Румынии, отлитая в 1881 году для коронации Кароля I из стали трофейной турецкой пушки, захваченной румынами при осаде Плевны во время войны за независимость от Османской империи.
Генерал артиллерии Сава Груич, на тот момент премьер-министр Сербии, выбрал подходящую пушку из экспонатов Военного музея в Белграде. На её стволе, с одной стороны, была сербская надпись о переделке в 1812 году во время правления Карагеоргия и, с другой стороны, турецкая надпись, свидетельствующая о первоначальном османском происхождении. Правая рукоять в форме дельфина была отрезана от ствола и отдана на переплавку.
Корона, скипетр, держава и фибула украшены полудрагоценными камнями, добытыми в сербских рудниках, позолочены и покрыты эмалями национальных цветов — белого, голубого и красного. Они были изготовлены в Париже ювелирным домом «Falize» и отправлены в Белград «Восточным экспрессом».
Мантия была изготовлена в Вене фирмой «Ernest Krickl & Schweiger» из вышитого золотой нитью тёмно-красного бархата и оторочена белым горностаевым мехом.

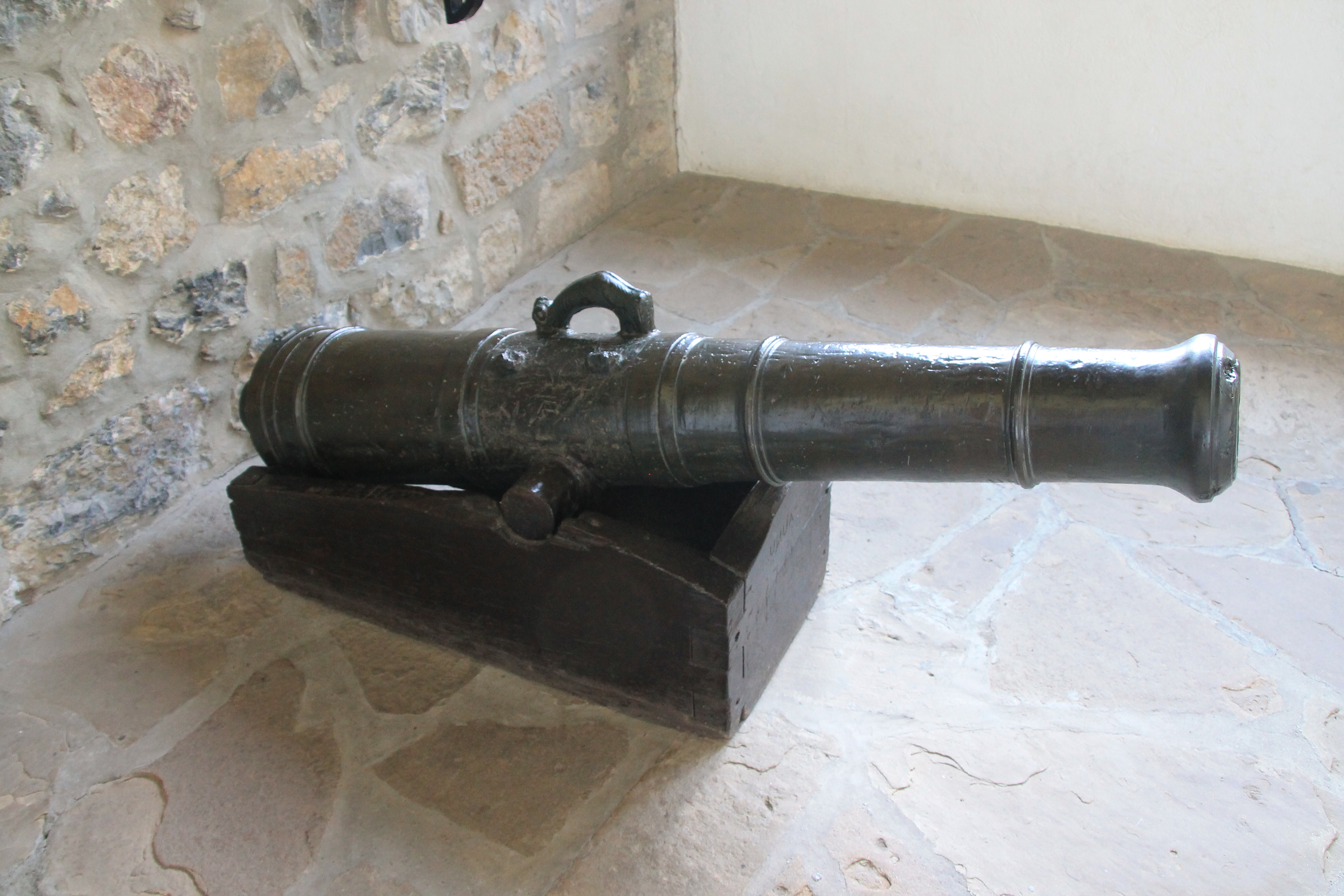
Пушка Карагеоргия («Абердар») с сохранившейся второй рукоятью
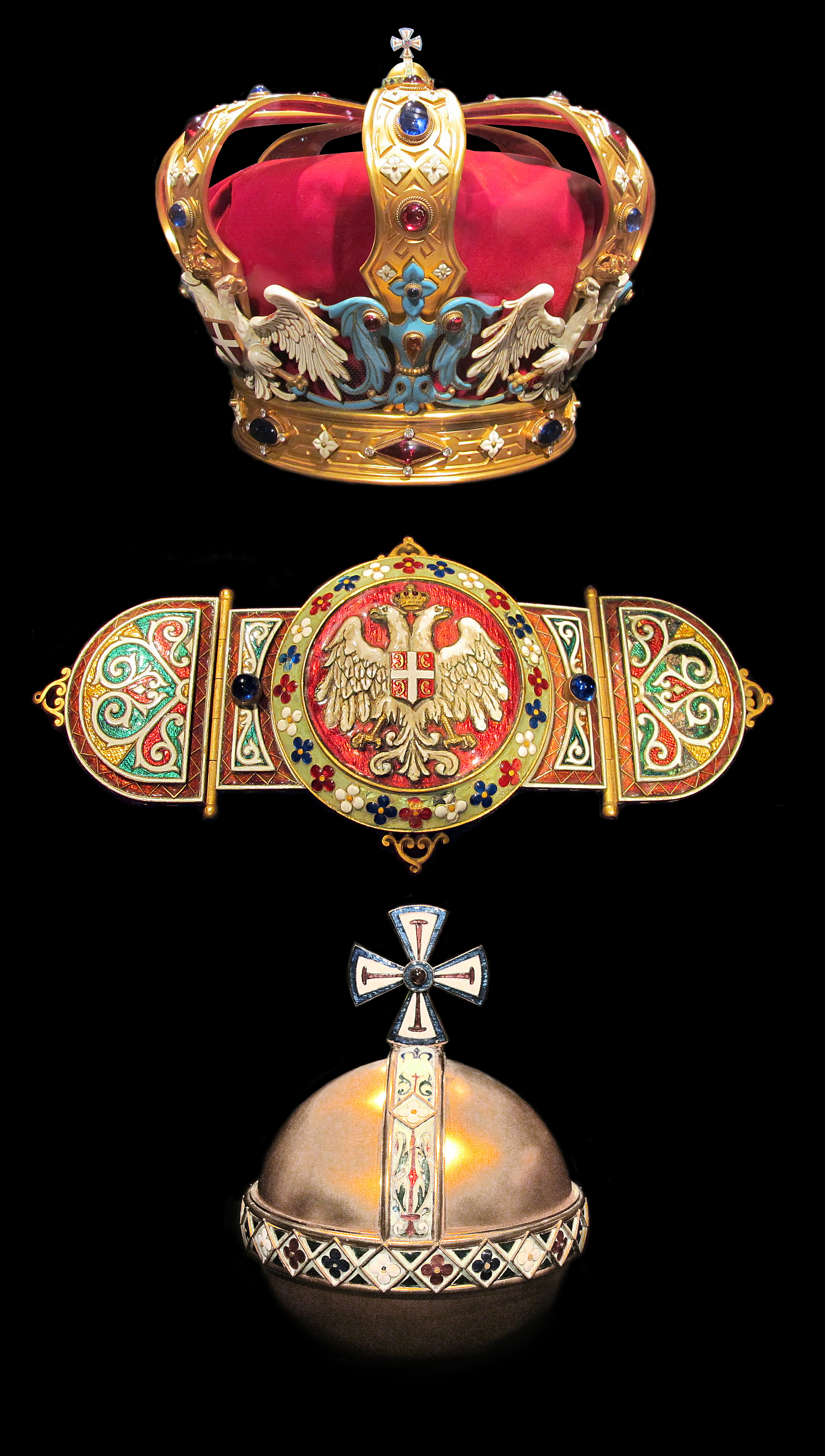
Корона, фибула, держава
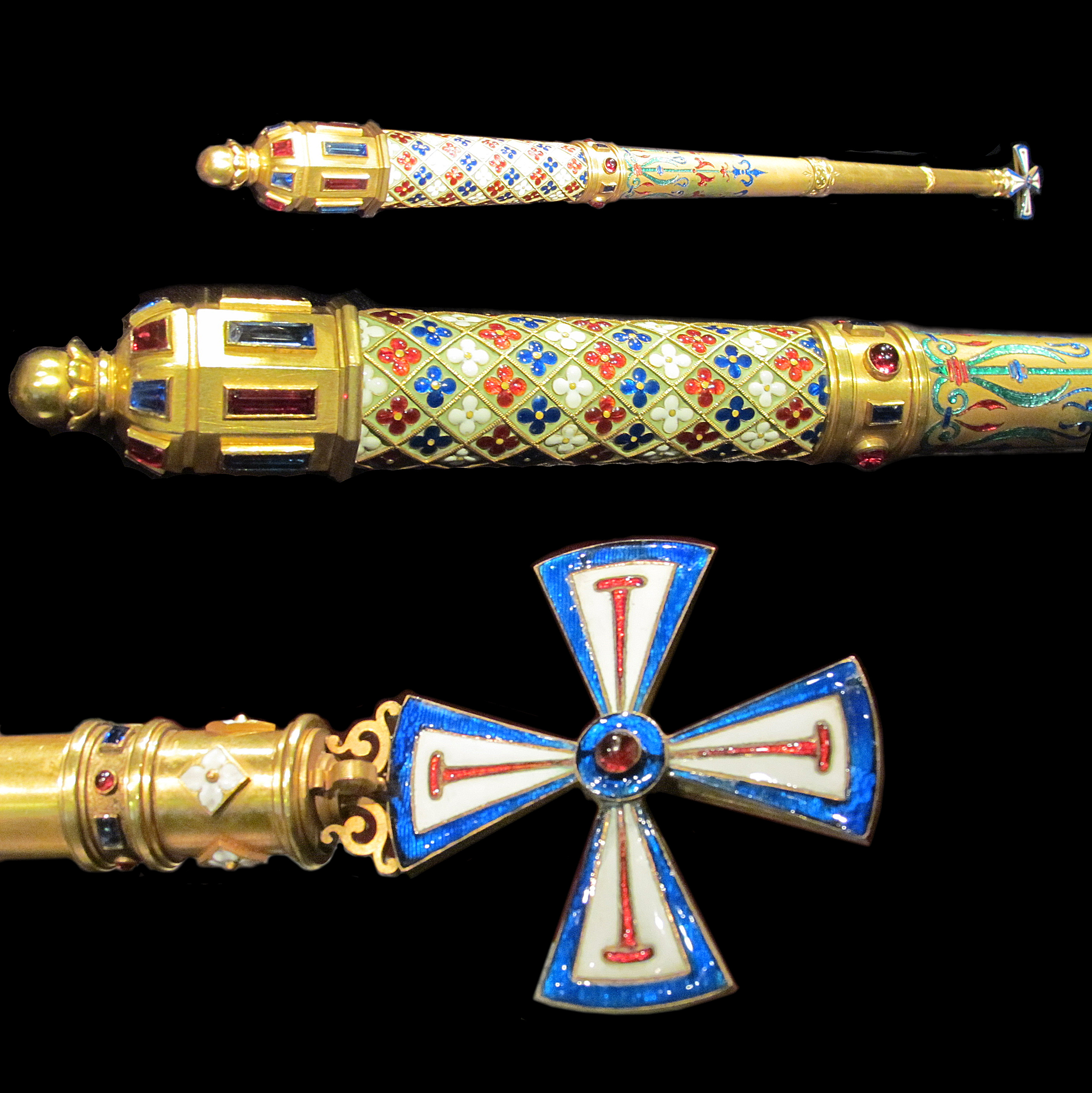
Скипетр
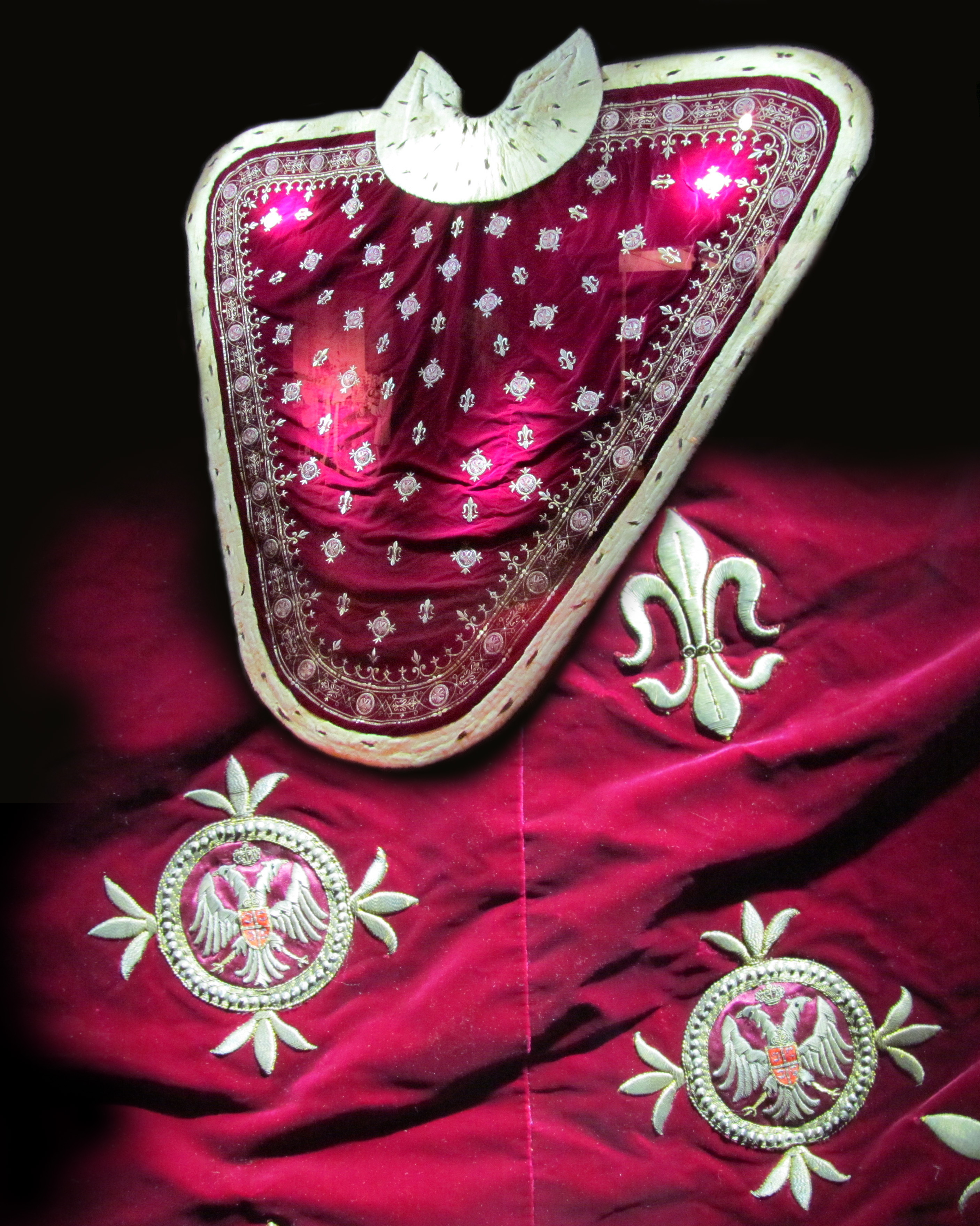
Мантия

## Дальнейшая судьба регалий
Король Пётр I остался единственным современным коронованным монархом обновлённой Сербии и пришедших ей на смену государств — королевства сербов, хорватов и словенцев (с 1918 года) и королевства Югославия (с 1929 года). Его преемники, Александр I и Петр II, провозглашались королями по праву наследования и не проходили церемонию коронации, однако использовали регалии (в частности, надевали мантию), позируя для официальных портретов.
В 1930 году Александр I учредил Орден Югославской короны.
Ныне королевские регалии хранятся в Историческом музее Сербии.

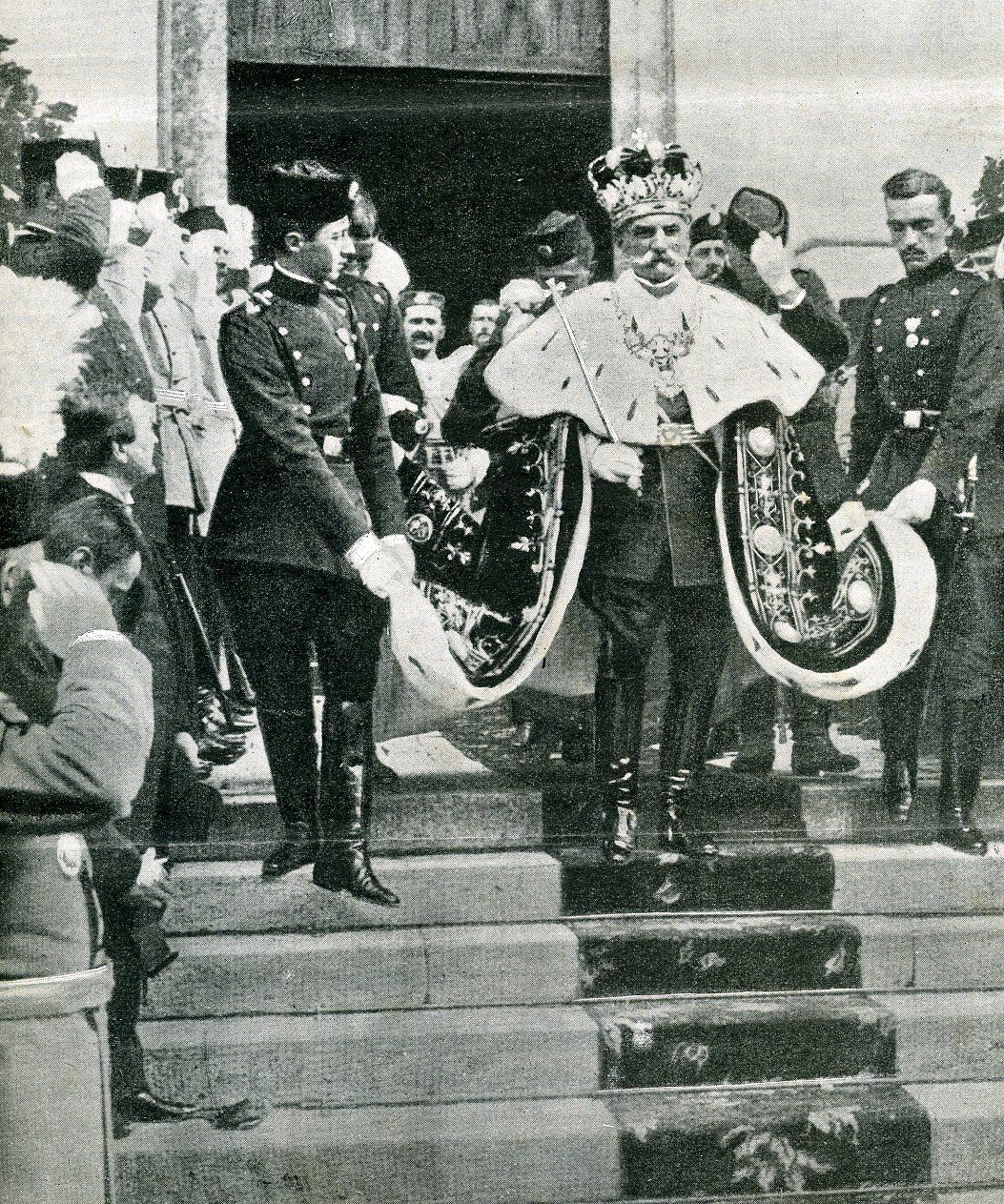
Коронация Петра I Карагеоргиевича (1904)
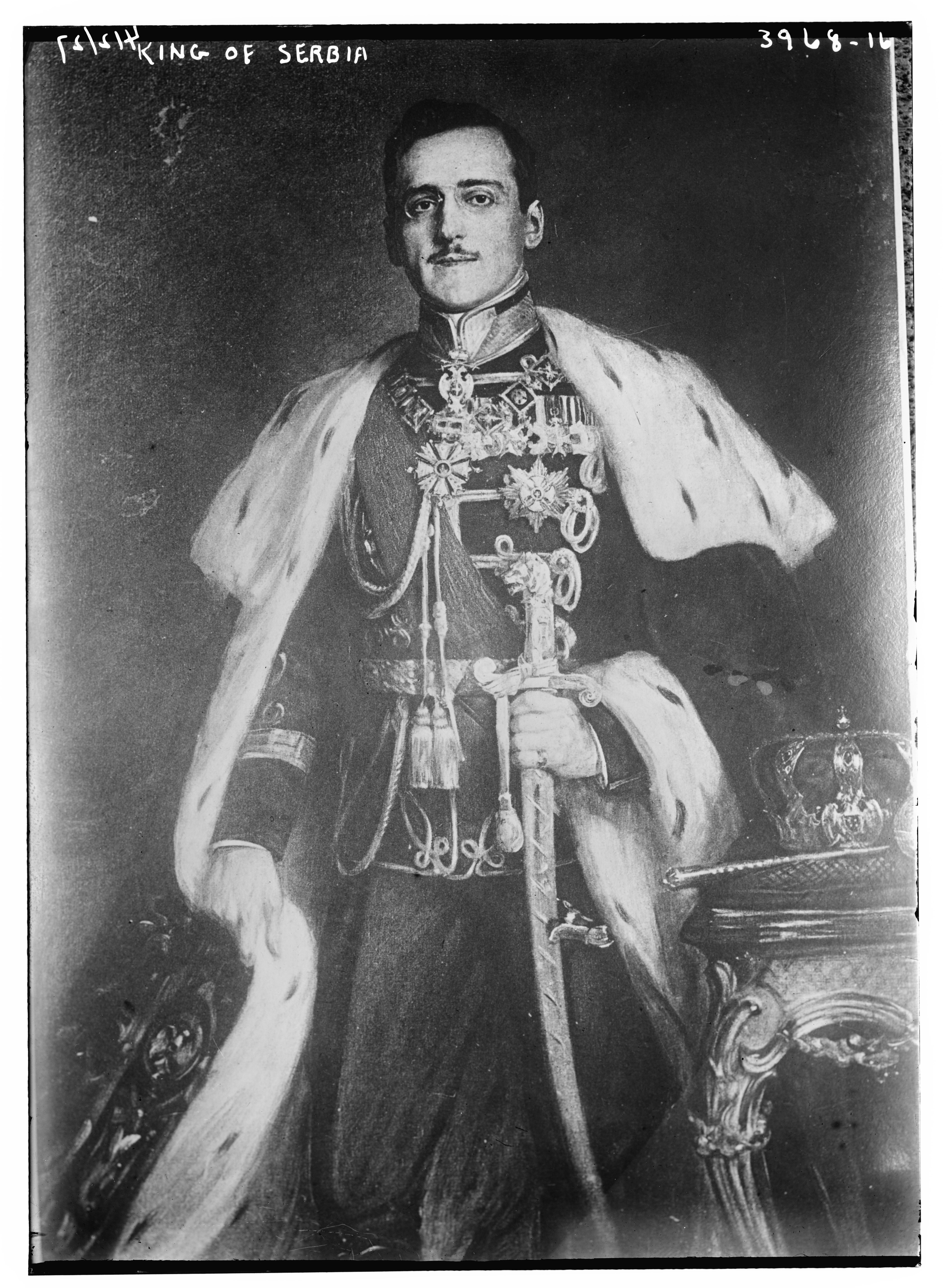
Александр I Карагеоргиевич в мантии с остальными регалиями (1921?)
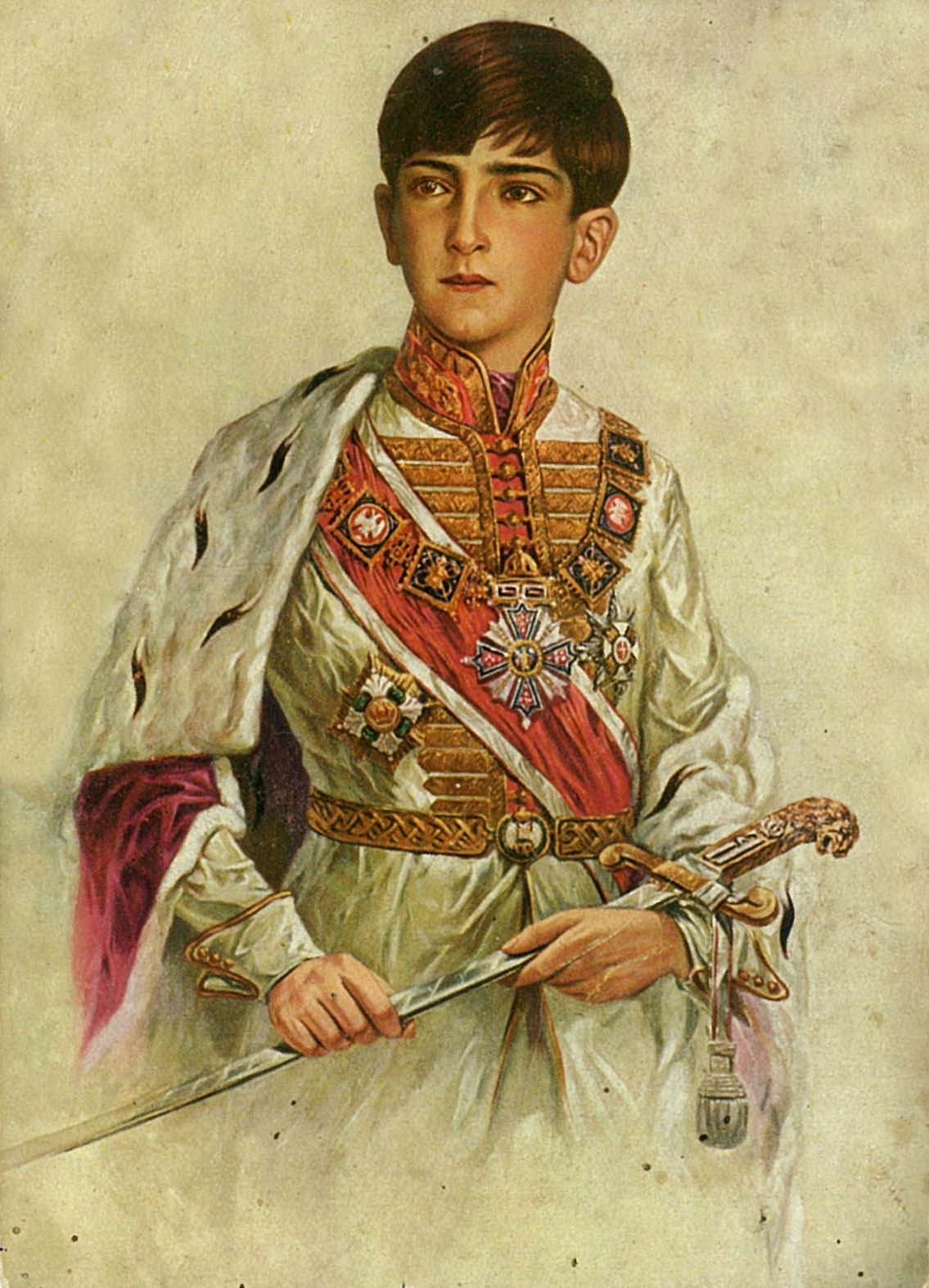
Пётр II Карагеоргиевич в мантии (1935)
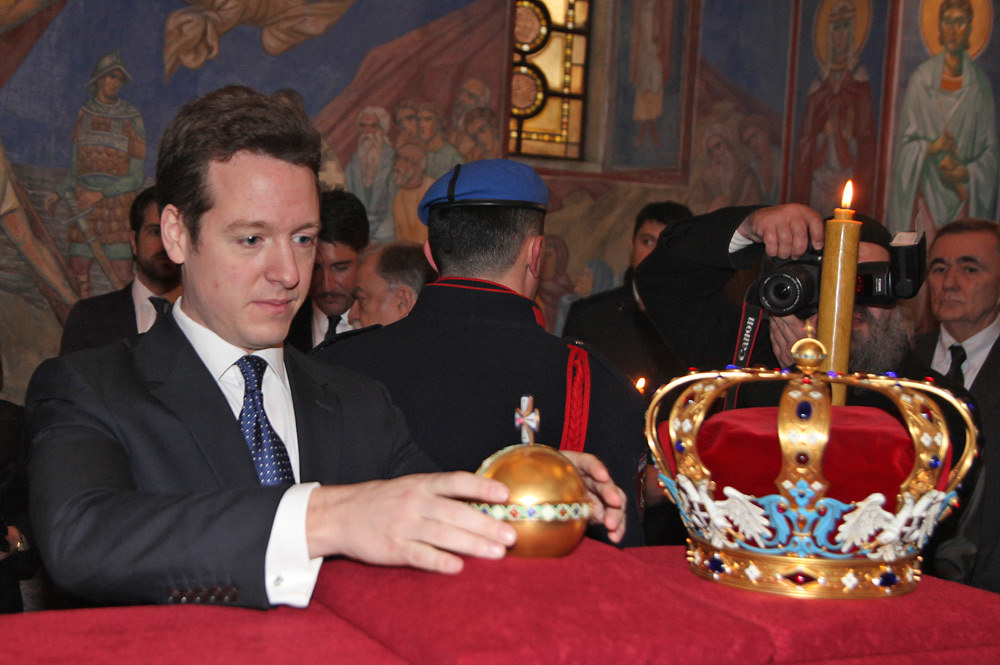
Принц Филипп Карагеоргиевич с регалиями предков

## Комментарии
1. ↑  По легенде, эта корона была прислана Стефану Первовенчанному в 1217 году римским папой Гонорием III.
2. ↑  Князь Сербии Александр Карагеоргиевич (правил в 1842—1858 годах), отец Петра и сын Карагеоргия, также не короновался.
3. ↑  Про Петра I современники говорили, что он был скромным человеком, а его единственной нескромностью была коронация.
4. ↑  Эта же фирма в 1922 году изготовила корону с полудрагоценными камнями для Марии Эдинбургской, жены короля Румынии Фердинанда I.